# Tonalidad homónima
En teoría musical, la tonalidad homónima (en modo menor también denominada paralela menor o tónica menor) de una particular tonalidad mayor es la tonalidad menor con la misma nota tónica; similarmente la homónima mayor de una tonalidad menor tiene la misma tónica. 
Por ejemplo, Do mayor (C) y Do menor (C m) tiene diferentes modos que comienzan con la misma tónica, Dó; por lo que podemos decir que Dó menor es la homónima menor de Dó mayor (y que Dó mayor es la homónima mayor de Dó menor). A inicios del siglo XIX, los compositores (notablemente Robert Schumann) comenzaron a experimentar con acordes tomados libremente de la tonalidad homónima.

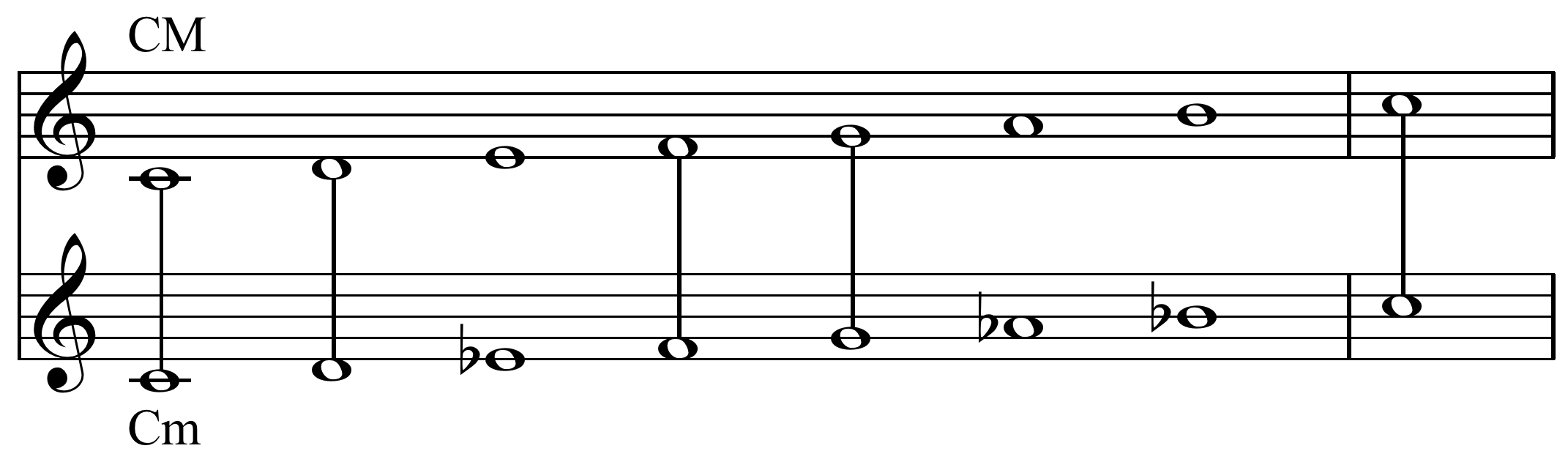
Escalas paralelas en Dó: modo mayor (C) modo menor (Cm) ; notas comunes conectadas por una línea vertical.

## Calcular la armadura de la homónima
Para encontrar la armadura de la homónima menor de una tonalidad del modo mayor agregar 3 bemoles a la armadura.
Por ejemplo, Fa mayor tiene 1 bemol (si). Agregando 3 bemoles obtendríamos 4 bemoles, lo que significa que Fa menor tiene 4 bemoles en su armadura (si, mi, la y re).
Si mayor tiene 5 sostenidos (fa, do, sol, re y la). Para encontrar Si menor, agregamos 3 bemoles. Dado que los bemoles eliminan los sostenidos, quedará una armadura con sólo 2 sostenidos (fa y do).
Para encontrar la armadura de la homónima mayor de una tonalidad del modo menor agregar 3 sostenidos.
Mi menor a Mi mayor: Mi menor tiene 1 sostenido (fa). Agrega 3 para tener 4 sostenidos (fa, do, sol y re).
Fa menor a Fa mayor: Fa menor tiene 4 bemoles (si, mi, la y re). Agregar 3 sostenidos para quedar con 1 bemol (si).